# Железнодорожник Донбасса
Железнодорожник Донбасса — ежемесячная газета Донецкой железной дороги. Выходит на русском языке с 1934 года (материалы печатают также на украинском языке).
С 2001 года учредитель — государственное предприятие «Донецкая железная дорога».
Вмещает информацию о событиях в стране и за рубежом. Освещает вопросы, связанные с деятельностью 70-тысячного коллектива Донецкой железной дороги: вмещает официальные документы, информацию о важных мероприятиях и событиях на предприятии, материалы о культурной и спортивной жизни коллективов. К важным датам готовят спецвыпуски.
Рубрики «Пульс дороги», «Время требует», «Прошлое и настоящее», «Неизвестное об известном», «Незабываемое», «События и факты», «Телетайп».
Тираж более 46 тыс. экземпляров, из них, 36 тысяч экземпляров распространялись по подписке на территории Донецкой и Луганской областей, 10 тысяч экземпляров — в пассажирских поездах дальнего сообщения.
Главный редактор — В. Свердлов (с 2006).